# Nolina longifolia
Espèce
Nolina longifolia est une espèce de plantes arborescentes. Les espèces du genre Nolina sont des plantes tropicales xerophytes, originaires du Mexique et du sud des États-Unis.
Selon World Checklist of Selected Plant Families (WCSP) (consulté le 16 juillet 2013), Nolina longifolia serait un synonyme de Nolina parviflora, mais selon Tropicos (consulté le 16 juillet 2013), ce serait un nom valide.